# WooCommerce
WooCommerce – e-commercowa wtyczka open source dla WordPressa. Została opublikowana 27 września 2011. Zyskała popularność dzięki łatwości w instalacji oraz łatwej zmianie ustawień.
WooCommerce został napisany przez zespół WooThemes. W sierpniu 2014 miał ponad 4 mln pobrań. Według niektórych szacunków działało na nim 17,77% wszystkich sklepów online.
W maju 2015 WooThemes zostało kupione przez Automattic, operatora witryny WordPress.com.
Według serwisu BuiltWith na dzień 8 kwietnia 2023 wśród 1 mln najpopularniejszych stron na świecie, jeśli spojrzeć tylko na strony ecommerce – WooCoommerce posiada 23% udziałów, zajmując pierwsze miejsce wśród systemów do sprzedaży online.

## Wtyczki i rozszerzenia
Funkcje WooCommerce mogą być zmieniane i uzupełniane przez wtyczki i rozszerzenia, które są tworzone przez Automattic, społeczność WooCommerce oraz inne firmy developerskie. Część z nich jest płatna. W 2020 roku liczba darmowych wtyczek, rozszerzeń i produktów dedykowanych dla WooCommerce przekraczała ponad 7500 pozycji.
Najważniejszymi możliwościami jakie oferują wtyczki są:
- programy partnerskie i afiliacyjne,
- integracje z programami księgowymi,
- bramki płatnicze,
- programy lojalnościowe dla klientów detalicznych,
- filtry i wyszukiwarki produktów.

## Szablony
Trudno oszacować liczbę gotowych szablonów kompatybilnych z wtyczką WooCommerce, jednakże u wybranych dostawców motywów statystyki wyglądają następująco:
- Na ThemeForest znajduje się 1273 motywów.
- Katalog motywów WordPress.org zawiera 1121 motywów.

## Integracje
WooCommerce można zintegrować z wieloma innymi aplikacjami m.in: Gmail, Slack, Microsoft Excel, Trello, Firmao CRM, Zoom, Manychat, Google Calendar, Asana, MySQL, ChatGPT, Shopify, Pinterest. 